# Knekelhuis Onze Lieve Vrouwekerkhof
Het Knekelhuis Onze Lieve Vrouwekerkhof is een gemeentelijk monument op het Onze Lieve Vrouwekerkhof aan de Kerkhoflaan achter de Rademakerstraat 75 in Soesterberg in de gemeente Soest in de provincie Utrecht.
Het knekelhuisje werd tussen 1850 en 1870 gebouwd. De nok van het zadeldak loopt evenwijdig aan de Kerklaan. Boven de dubbele spitsboogdeur aan de voorzijde is een rondboogvormig venster met ijzeren roedenverdeling. Ook in de achtergevel is een deur gemaakt met een halfrond bovenlicht.